# 长汀南站
长汀南站，位于中华人民共和国福建省龙岩市长汀县策武镇麻陂村，是赣龙铁路、赣瑞龙铁路上的火车站，于2015年12月26日启用营运，南昌铁路局龙岩车务段管辖。

## 車站周邊
- 天安石油长汀麻陂加油站
- 麻陂阳光酒店
- 长汀县德联希望小学

## 歷史
- 2015年12月26日通车启用。[6]

## 外部連結
- 中国铁路客户服务中心 （页面存档备份，存于）